# コンドライト

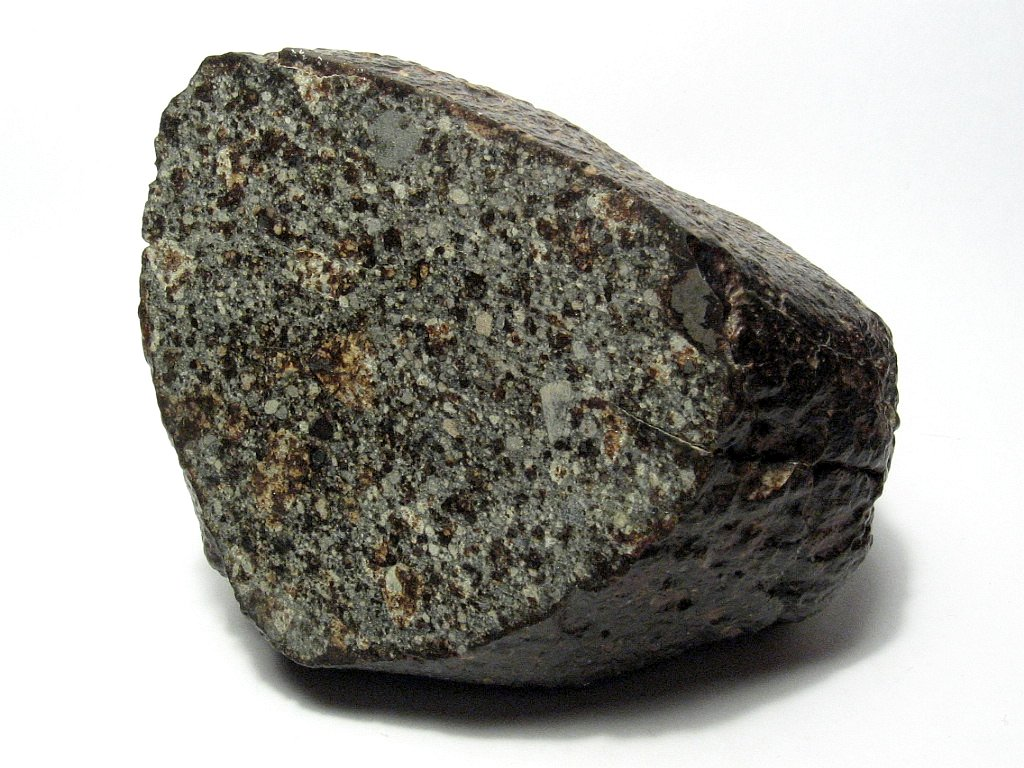
L4–6普通コンドライト

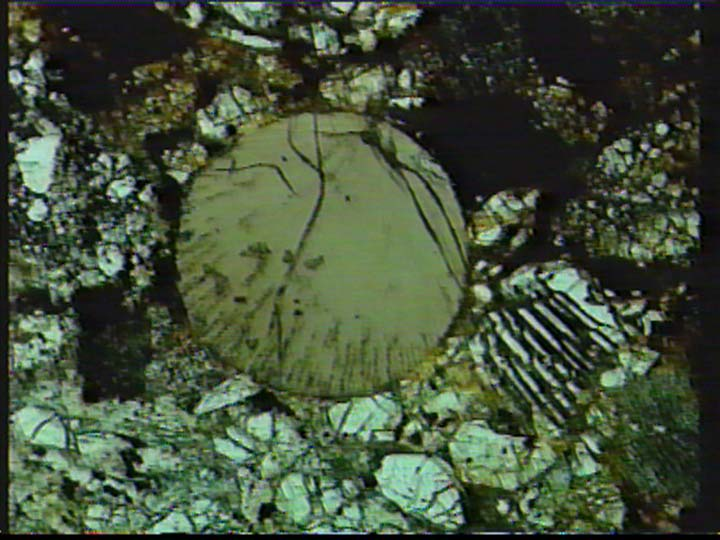
コンドルール

コンドライト (英: chondrite) は、石質隕石（ケイ酸塩鉱物を主要組成とする隕石）のうち、コンドルールという球粒状構造を持つ隕石である。
ただし、コンドルールはないがコンドルールのある隕石に似た化学組成のCIコンドライトも、コンドライトに分類される。

## 起源
コンドライトは、熱による分化をしていない母天体に由来する。
ただし、熱の影響をまったく受けていないわけではなく、熱変成を受けたコンドライトは少なからず存在する。これらは、分化した隕石のように母天体の放射性核種の壊変エネルギーによる熱変成ではなく、太陽系形成時の熱変成と考えられている。

## 分類
含まれるコンドルールの岩石学的分類と化学的分類があり、詳しくは、それらを組み合わせて使う。たとえば L4 は、化学的分類が L、岩石学的分類が 4 ということである。

### 岩石学的分類
コンドルールの特徴から、1から6（あるいは7）に分類される。
1はコンドルールがなく、2はあるがまばらである。3からは豊富にあるが、5からは次第に不鮮明になる。
これらは熱変成の度合いを反映していると考えられている。1–3は熱変成を受けておらず、4から増えるに従い強い熱変成を受けている。

### 化学的分類

« Saint Sauveur » EコンドライトEH5

化学組成から、主にエンスタタイト・コンドライト、普通コンドライト、炭素質コンドライトがあり、これらに属さないカカンガリ・コンドライト、ルムルティアイト・コンドライトの分類が提案されている。詳細な分類を下記に示す。
| タイプ                         | サブタイプ                   | コンドリュールの特徴など                       | グループ名   |
| ------------------------------ | ---------------------------- | ---------------------------------------------- | ------------ |
| エンスタタイト・コンドライト   |                              | 豊富                                           | E3, EH3, EL3 |
| エンスタタイト・コンドライト   | 明瞭                         | E4, EH4, EL4                                   |              |
| エンスタタイト・コンドライト   | やや明瞭                     | E5, EH5, EL5                                   |              |
| エンスタタイト・コンドライト   | 不明瞭                       | E6, EH6, EL6                                   |              |
| エンスタタイト・コンドライト   | 溶融                         | E7, EH7, EL7                                   |              |
| 普通コンドライト               | H                            | 豊富                                           | H3-H3,9      |
| 普通コンドライト               | H                            | 明瞭                                           | H4           |
| 普通コンドライト               | H                            | やや明瞭                                       | H5           |
| 普通コンドライト               | H                            | 不明瞭                                         | H6           |
| 普通コンドライト               | H                            | 溶融                                           | H7           |
| 普通コンドライト               | L                            | 豊富                                           | L3-L3,9      |
| 普通コンドライト               | L                            | 明瞭                                           | L4           |
| 普通コンドライト               | L                            | やや明瞭                                       | L5           |
| 普通コンドライト               | L                            | 不明瞭                                         | L6           |
| 普通コンドライト               | L                            | 溶融                                           | L7           |
| 普通コンドライト               | LL                           | 豊富                                           | LL3-LL3,9    |
| 普通コンドライト               | LL                           | 明瞭                                           | LL4          |
| 普通コンドライト               | LL                           | やや明瞭                                       | LL5          |
| 普通コンドライト               | LL                           | 不明瞭                                         | LL6          |
| 普通コンドライト               | LL                           | 溶融                                           | LL7          |
| 炭素質コンドライト             | イブナ隕石（Ivuna）          | フィロケイ酸塩鉱物、磁鉄鉱                     | CI           |
| 炭素質コンドライト             | ミグヘイ隕石（Mighei）       | フィロケイ酸塩鉱物、オリビン                   | CM1-CM2      |
| 炭素質コンドライト             | ビガラノ隕石（ Vigarano）    | 鉄、カルシウム、アルミニウムに富むオリビン     | CV2-CV3.3    |
| 炭素質コンドライト             | レナッゾ隕石（ Renazzo）     | フィロケイ酸塩鉱物、オリビン、輝石、金属       | CR           |
| 炭素質コンドライト             | オーナンズ隕石（ Ornans）    | オリビン、輝石、金属、カルシウム、アルミニウム | CO3-CO3.7    |
| 炭素質コンドライト             | カルーンダ隕石（ Karoonda）  | オリビン、カルシム、アルミニウム               | CK           |
| 炭素質コンドライト             | ベンカビン隕石（ Bencubbin） | 輝石、金属                                     | CB           |
| 炭素質コンドライト             | High Iron                    | 輝石、金属、オリビン                           | CH           |
| カカンガリ・コンドライト       |                              |                                                | K            |
| ルムルティアイト・コンドライト |                              | オリビン、輝石、斜長石、硫化物                 | R            |

普通コンドライト (ordinary chondrite, OC) は、最も普通の隕石である。金属鉄（鉄元素ではなく、金属状態の鉄のみ）の量から、鉄が多い順にH、L、LL（アンホテライト）に分けられる。岩石学的分類では3–6になる。
炭素質コンドライトは、熱変成がほとんど見られず、始原的な母天体に由来すると見られている。岩石学的分類では1–6と幅広く、熱変成の少ない1–2の隕石は全て炭素質コンドライトである。炭素の含有比が高く、カーバイドや有機化合物を含む。また蛇紋岩などの含水鉱物が多く、非常に脆い。組成などから、CI、CM、CV、CO、CR、CKに分けられる。CBやCHを加えることもある。
エンスタタイト・コンドライト は、酸素含有率が少ないため、主にエンスタタイト（純粋なマグネシウム輝石）と金属鉄からなる（鉄の塩はない）。岩石学的分類では3–6になる。普通コンドライトと同様に、EHとELに分けられる。
ルムルティアイト・コンドライトは、逆に酸素が多く、鉄の大部分は酸化されている。岩石学的分類では3–6になる。